# 招标书
招标书也可以称为招标通告、招标公告，是财经应用文的一种，也属于应用文。指业主在进行建设合作等项目时，按照规定条件将有关标准、条件进行公布，投标方会据此写出投标书前来进行竞争。招标书有9个特点，分别为可靠性、竞争性、具体性、契约性、真实性、时限性、专用性、约束性和广告性。

## 作用
- 依据作用。招标书是投标者进行投标的依据，从而使投标者可以按照要求编制内容，制定方案，进行有效投标。
- 竞争作用。招标单位可以择优选用投标单位，降低成本，保证项目质量，实现既定目标；投标者也可以通过竞争，进一步挖掘潜力，提高综合实力，促进自身发展。[1]

## 类别
- 按照时间可以划分为长期招标书和短期招标书。
- 按照内容和性质可以划分为企业承包招标书、工程招标书和大宗商品交易招标书。
- 按照招标的范围可以划分为国际招标书和国内招标书。
- 按照招标的形式可以划分为内部招标、有线招标和公开招标。[2]

## 格式

### 标题
标题写在第一行中间，常见的写法有三种：
- 写上招标单位名称、招标性质及内容、招标形式和文种。
- 写上招标单位加文种，如：《XX工程公司招标书》。
- 直接写《招标书》。[2]

### 前言
前言也称为导语，基本内容有招标的项目名称、招标根据、招标目的和招标范围。

### 正文
作为招标书的内容核心，这部分不能出现任何的错误和疏漏，要明确招标项目、招标范围、招标方式、招标程序、相关要求和注意事项。

### 结尾
结尾要有制定招标书的日期、招标单位的名称，地址和电话并加盖公章。如果是两个以上单位联合招标，应依次写明。